# Llista d'obres de Picasso 1971–1973
Llista no raonada d'obres de Pablo Picasso realitzades entre 1971 i 1973.
La llista és incompleta. Si us plau, ajudeu ampliant-la.
- Autoretrat amb llapis pastel de 1972 de Pablo Picasso-- Mougins, 30 de juny 1972[1]
- Jove banyista amb pala de sorra (1971; col·lecció privada, França).